# Jean Ziegler (Romanist)
Jean Ziegler (* 6. November 1907; † 16. April 2001) war ein französischer Romanist und Baudelaire-Spezialist.

## Leben und Werk
Ziegler war (als Sohn des Baudelaire-Herausgebers Jacques Crépet) Enkel von Eugène Crépet (1827–1892), der Charles Baudelaire persönlich gekannt, seinen Nachlass aufgekauft und (zusammen mit einer Biographie) publiziert hatte.
Ziegler war (mit Claude Pichois) Autor einer bedeutenden Baudelaire-Biographie und Herausgeber eines Teils der Baudelaire-Korrespondenz.

## Werke
- (Mitarbeiter) Baudelaire, Correspondance, hrsg. von Claude Pichois, 2 Bde., Paris 1973 (Bibliothèque de la Pléiade)
- (Mitarbeiter) Baudelaire, Œuvres complètes, hrsg. von Claude Pichois, 2 Bde., Paris 1975–1976 (Bibliothèque de la Pléiade)
- Gautier-Baudelaire. Un carré de dames, Pomaré, Marix, Bébé, Sisina, Paris 1977
- (mit Claude Pichois) Baudelaire. Biographie, Paris 1987; Charles Baudelaire 1996, 2005 (englisch 1989; spanisch 1989; italienisch 1990; deutsch: Steidl, Göttingen 1994, ISBN 3-88243-323-X)